# Christ van der Smissen

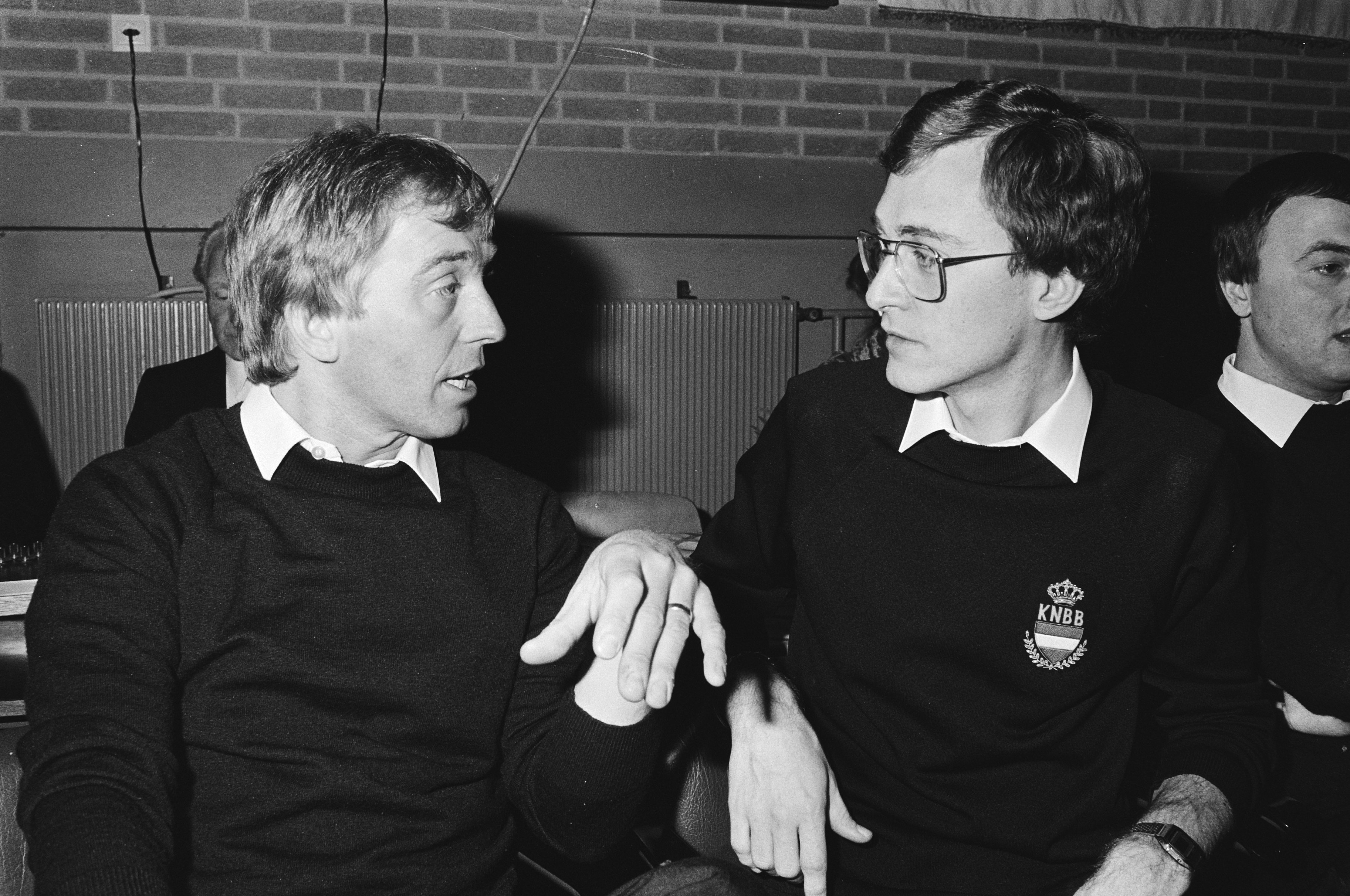
Van der Smissen im Gespräch mit Rini van Bracht bei der Niederländischen Dreiband-Meisterschaft 1982

Christ van der Smissen (* 22. Juni 1954 in St. Willebrord, Niederlande) ist ein niederländischer Karambolagespieler und Bundestrainer.

## Karriere
Van der Smissen lernte das Billardspiel unter anderem von Tony Schrauwen. 1975 gewann er erstmals eine Medaille bei der Niederländischen Dreiband-Meisterschaft (NDM), 1978 dann seine erste von vier Goldmedaillen. Insgesamt konnte er bei der NDM neun Medaillen im Dreiband gewinnen, 1978, 1980, 1986 (mit einem Rekord von damals 1.388) und 1988. 1980 und 1988 belegte er den dritten Platz bei der Dreiband-Europameisterschaft. Seine eigentlich starken Disziplinen waren jedoch die klassischen Spielarten Cadre und Einband. Er gewann vier Mal die Einband-Europameisterschaft, belegte 1984 den zweiten Platz und 1981 und 1987 den dritten Platz. In den Jahren 1974, 1976, 1977 und 1984 belegte er viermal den zweiten Platz bei der Einband-Weltmeisterschaft. Insgesamt konnte er 24 Medaillen bei Welt- und Europameisterschaften erringen.
Van der Smissen ist ehemaliger Nationaltrainer der Jugendauswahl Dreiband. Danach arbeitete er in Nieuwegein im Verbandsbüro des Koninklijke Nederlandse Biljartbond (KNBB), wo er sich um die Mitgliederverwaltung kümmerte. Er war, unter anderem, Trainer von Glenn Hofman.
Am 9. Mai 2010 spielte van der Smissen sein offiziell letztes Spiel im Team von „'t Pleintje“ und beendete seine aktive Karriere.
Nachdem Raimond Burgman und Barry van Beers sich im März 2021 nicht mit dem Vorstand des KNBB und der Abteilung Dreiband über eine weitere Beschäftigung als Bundestrainer einigen konnten, wurde van Smissen, gemeinsam mit Jean Paul de Bruijn als neue Bundesjugendtrainer berufen.

## Erfolge
- Einband-Weltmeisterschaft:  1974, 1976, 1977, 1984
- Cadre-71/2-Weltmeisterschaft:  1978
- Fünfkampf-Weltmeisterschaft:  1981
- Dreiband-Europameisterschaft  1980, 1988
- Einband-Europameisterschaft:  1975, 1976, 1982, 1988  1984  1981, 1987
- Cadre-47/2-Europameisterschaft:  1976 (Jan. & Dez.)
- Cadre-47/1-Europameisterschaft:  1977  1979
- Cadre-71/2-Europameisterschaft:  1982  1982
- Fünfkampf-Europameisterschaft:  1978  1970  1980
- Fünfkampf-Europameisterschaften für Nationalmannschaften:  1977, 1979, 1981, 1983  1985  1975, 1992

Quellen: 